# ماركوس لورانس وارد
ماركوس لورانس وارد (بالإنجليزية: Marcus Lawrence Ward)‏ هو سياسي أمريكي، ولد في 9 نوفمبر 1812 في نيوآرك في الولايات المتحدة، وتوفي بنفس المكان في 25 أبريل 1884. حزبياً، نشط في الحزب الجمهوري. وقد انتخب حاكم نيو جيرسي ‏ (16 يناير 1866 – 19 يناير 1869) وانتخب عضو مجلس النواب الأمريكي.